# Gýmešský jarok
Gýmešský jarok je národní přírodní rezervace v oblasti Prešov.
Nachází se v katastrálním území obce Drienov v okrese Prešov v Prešovském kraji. Území bylo vyhlášeno v roce 1981 na rozloze 20,62 ha. Ochranné pásmo nebylo stanoveno.